# Dorothy Arzner
Dorothy Emma Arzner (ur. 3 stycznia 1897 w San Francisco, zm. 1 października 1979 w La Quincie) – amerykańska reżyserka, montażystka i scenarzystka. Pierwsza kobieta w amerykańskim związku reżyserów (Directors Guild of America, DGA). Sanitariuszka podczas I wojny światowej; reżyserka filmów instruktażowych podczas II wojny światowej, a później wykładowczyni na Uniwersytecie Kalifornijskim.

## Życiorys
Wychowała się w Hollywood. Rodzice prowadzili restaurację, w której bywały elity świata filmu. Poszła na studia medyczne z nadzieją na pracę jako lekarka. W czasie I wojny światowej została sanitariuszką na europejskim froncie. Prowadziła ambulans. Po zakończeniu wojny zrezygnowała z kariery medycznej.
Zaczęła pracę w przemyśle filmowym, który prężnie się rozwijał i potrzebował rąk do pracy. Od 1919 przepisywała na maszynie scenariusze dla Famous Players-Lasky Corporation. Awansowała na stanowisko kierowniczki literackiej, zajmowała się też montażem. Jako montażystka pracowała przy 52 filmach. W 1922 zmontowała Krew na piasku (1922) i Karawanę (1923). Jako reżyserka zadebiutowała w 1927 filmem Moda dla kobiet z udziałem Esther Ralston. Łącznie nakręciła 4 nieme filmy pełnometrażowe: oprócz wspomnianego także Dziesięć nowych przykazań (1927), Get Your Man (1927) i Manhattan Coctail (1928). B.P. Schulberg zlecił Arzner realizację pierwszego dźwiękowego filmu wytwórni Paramount, czyli Dzikiego przyjęcia (1929) z Clarą Bow. Tym samym stała się pierwszą kobietą reżyserką filmu dźwiękowego. Zastosowała wówczas, pierwszy raz w historii, boom mic, czyli mikrofon na wysięgniku. Film osadzony w realiach college'u okazał się sukcesem i zapoczątkował serię podobnych produkcji. W 1930 wyreżyserowała filmy Sarah i syn oraz Anybody’s Woman, które docenili zarówno krytycy filmowi, jak i publiczność. Następnie przeniosła się z Zachodniego Wybrzeża do Nowego Jorku, do filii Paramountu na Queensie, czyli Astoria Studios. Tam powstał film Honorowi kochankowie (1931). Film nie zyskał dobrych recenzji ani opinii widowni. Potem Arzner zasłynęła jako reżyserka m.in. Christopher Strong (1933) z Katharine Hepburn oraz Tańcz, dziewczyno, tańcz (1940). Ten drugi film uzyskał niepochlebne recenzje, które wpłynęły na niską oglądalność. Szokujące było przełamywanie czwartej ścianę, burzenie przez główną bohaterkę status quo czy rys relacji homoseksualnej, wreszcie przeciwstawianie się uprzedmiotowieniu oraz odejście od oceniania kobiet i ich twórczości. Mimo tego Arzner przez wiele lat była jedyną kobietą w amerykańskiej gildii reżyserskiej. Jej filmy pozwoliły na rozwój karier aktorek takich jak Katharine Hepburn, Rosalind Russell i Lucille Ball.
Choć na planie świetnie porozumiewała się z mężczyznami – przemysł filmowy był przez nich zdominowany – przez wszystkie lata pracy w Hollywood była ignorowana przez krytyków filmowych i historyków kina. Michael Koresky wskazuje, że jej nazwisko jest przywoływane wtedy, gdy chce się zwrócić uwagę na brak reżyserek w złotej erze w Hollywood.
Była lesbijką, ale protestowała, gdy to podkreślano, tak samo wtedy, gdy zaznaczano jej płeć. Przez wiele lat była związana z tancerką Marion Morgan, którą poznała na planie filmu Moda dla kobiet, gdzie Morgan była choreografką. Partnerka odpowiadała za choreografię filmów Arzner, np. Tańcz, dziewczyno, tańcz. Homoseksualizm Arzner był w środowisku Hollywood tajemnicą poliszynela. Nosiła szyte na miarę garnitury, a krótkie włosy zaczesywała do tyłu, wyglądem kwestionując tradycyjnie pojmowaną kobiecość. Była w relacji romantycznej z wieloma aktorkami, np. Allą Nazimovą i Billie Burke. Krążyły plotki o jej związkach z Joan Crawford i Katharine Hepburn.
W 1943 przeszła poważne zapalenie płuc, co skłoniło ją do decyzji o emeryturze. Możliwe, że zrezygnowała z powodu homofobii i seksizmu w Hollywood, które narosły po wprowadzeniu Kodeksu Haysa dotyczącego cenzury w przemyśle filmowym.
W czasie II wojny światowej nakręciła swój ostatni film – Przede wszystkim odwaga, który opowiadał historię kobiety działającej w norweskim ruchu oporu. Prace dokończył Charles Vidor. Po II wojnie światowej zajęła się teatrem. Produkowała spektakle, prowadziła program radiowy. W latach 1961–1965 wykładała na wydziale teatru, filmu i telewizji Uniwersytetu Kalifornijskiego w Los Angeles. Realizowała reklamy dla Pepsi, do czego namówiła ją przyjaciółka Joan Crawford.

## Dziedzictwo
Wiele prac Arzner zostało zarchiwizowanych na Uniwersytecie Kalifornijskim dzięki staraniom aktorki Jodie Foster, choć zostały ponownie odkryte dopiero przez feministki drugiej fali w latach 70. XX wieku. Filmy Arzner zainspirowały m.in. przełomowy esej Claire Johnston z 1973 pt. Kino kobiet jako kontrkino. Filmy Arzner wyróżniały się prezentacją związków kobiet, przy czym reżyserka zazwyczaj odwracała społeczne oczekiwania w stosunku do kobiet, pozwalając im odnaleźć solidarność w relacji z inną kobietą. Produkcje Arzner były analizowane zarówno przez feministyczne, jak i queerowe teorie pod kątem przedstawiania płci, kobiecej seksualności i relacji między kobietami (niekoniecznie o znaczeniu erotycznym). Od filmu Przede wszystkim odwaga zaczęła się feministyczna krytyka filmowa. Arzner często w swoich filmach pokazywała silne postaci kobiet. Jej bohaterki często próbowały zakwestionować status quo oparty na patriarchacie. Stawiała w centrum opowieści kobiety, które były zdeterminowane, miały moc sprawczą i pokazywane były w niestereotypowy sposób. Często przedstawiała na ekranie poszukiwanie przez kobiety niezależności przez karierę, pójście pod prąd czy reakcję na przemoc ze strony mężczyzny.

## Upamiętnienie
Jedyną nagrodą, jaką Arzner dostała, była gwiazda w Alei Gwiazd w Los Angeles.
W marcu 2018 Paramount nazwało jej imieniem budynek garderoby wytwórni.